# Saint-Roch-de-Richelieu
Pour les articles homonymes, voir Saint-Roch (homonymie) et Richelieu.
Saint-Roch-de-Richelieu est une municipalité du Québec située dans la MRC Pierre-De Saurel en Montérégie.

## Toponymie
Elle est nommée en l'honneur du seigneur Pierre-Roch de Saint-Ours.
La paroisse de Saint-Roch-de-Richelieu, d'abord dénommée Saint-Roch-de-Saint-Ours, qui va donner son nom aussi bien à la municipalité de paroisse créée en 1859 qu'au bureau de poste ouvert en 1862, a été érigée canoniquement et civilement en 1859, par suite de la séparation de son territoire de celui de la paroisse de L'Immaculée-Conception-du-Petit-Saint-Teoli. En 1998, Saint-Roch-de-Richelieu voit son statut de municipalité de paroisse être changé pour celui de municipalité.

## Géographie
La rivière Richelieu délimite l'est de la municipalité en coulant vers le nord.

## Démographie
| 1991  | 1996  | 2001  | 2006  | 2011  | 2016  | 2021  |
| ----- | ----- | ----- | ----- | ----- | ----- | ----- |
| 1 689 | 1 739 | 1 760 | 1 870 | 2 122 | 2 188 | 2 573 |

## Administration
Les élections municipales se font en bloc et suivant un découpage de six districts.
| Saint-Roch-de-Richelieu Maires depuis 2003                                                                           |                   |                                                   |          |
| Élection | Maire             | Qualité                                           | Résultat |
| 2003 | Claude Pothier    |                                                   | Voir     |
| 2005 | Claude Pothier    | Voir                                              |          |
| 2009 | Claude Pothier    | Voir                                              |          |
| 2013 | Claude Pothier    | Voir                                              |          |
| 2017 | Michel Beck       | Décédé en fonction                                | Voir     |
| nov. 2018 | Alain Chapdelaine | Conseiller (2017-2019) Maire-suppléant (2018-2019 | Voir     |
| 2021 | Alain Chapdelaine | Conseiller (2017-2019) Maire-suppléant (2018-2019 | Voir     |
| Élection partielle en italique Depuis 2005, les élections sont simultanées dans toutes les municipalités québécoises |                   |                                                   |          |